# Modrovka
Modrovka (allemand : Kleinmodro, hongrois : Kismodró) est un village de Slovaquie situé dans la région de Trenčín.

## Histoire
La première mention écrite du village date de 1348.

## Démographie

### Évolution de la population
| Année:               | 1994. | 2004.   | 2014.   | 2024.    |
| -------------------- | ----- | ------- | ------- | -------- |
| Nombre de personnes: | 238   | 224     | 203     | 228      |
| Différence:          |       | -5,88 % | -9,37 % | +12,31 % |

| Année:               | 2023. | 2024.   |
| -------------------- | ----- | ------- |
| Nombre de personnes: | 224   | 228     |
| Différence:          |       | +1,78 % |